# Виторија Колона
Виторија Колона је била италијанска ренесансна песникиња. Познатија је по свом пријатељству са Микеланђелом него по поезији. Микеланђело јој је, између осталог, посветио неколико сонета. Због слободоумних идеја је била затворена у самостан.